# Молочное (Киевская область)
Молочное (укр. Молочне) — село, входит в Белоцерковский район Киевской области Украины.
Население по переписи 2001 года составляло 14 человек. Почтовый индекс — 09841. Телефонный код — 4560. Занимает площадь 0,154 км². Код КОАТУУ — 3224685302.

## Местный совет
09841, Київська обл., Тетіївський р-н, с.П’ятигори